# Norman Bellingham
Norman Bellingham (n. 23 decembrie 1964, Fairfax, Virginia, SUA) este un caiacist ce a reprezentat Statele Unite ale Americii, medaliat olimpic. A participat la 3 ediții ale Jocurilor Olimpice (1984, 1988, 1992) în care a câștigat o medalie de aur.